# From the Back Window - 291
From the Back Window - 291 é uma foto em preto e branco tirada por Alfred Stieglitz em 1915. A foto foi tirada à noite de uma janela traseira de sua galeria 291 em Nova York. É uma das muitas que ele tirou naquele ano daquela janela, inclusive em um inverno nevado.

## Descrição
A foto noturna mostra uma paisagem urbana de Nova York. A escuridão reinante é fermentada por várias fontes de luz artificial. O edifício ao fundo é o 105 Madison Avenue, na esquina sudeste da Madison com a 30th Street, enquanto o edifício menor com os anúncios é o 112 Madison Avenue.
Stieglitz parece ter se inspirado em uma exposição recente dos pintores cubistas Pablo Picasso e Georges Braque na galeria 291, o que explicaria seu interesse pelas formas e linhas geométricas, mas também por fotógrafos do século XIX, como David Octavius Hill. Ele escreveu então a R. Child Bailey: “Tenho feito bastante fotografia recentemente. É intensamente direto. Retratos. Edifícios da minha janela traseira em 291, uma série deles, algumas paisagens e interiores. Tudo inter-relacionado. Não sei nada fora do trabalho de Hill que eu ache tão direto e tão intensamente honesto.” A imagem também parece ainda uma reminiscência de pictorialismo, embora seja mais no estilo da fotografia direta.
Existem cópias desta fotos em várias coleções públicas, incluindo o Metropolitan Museum of Art, em Nova York, a National Gallery of Art, em Washington, DC, o Museum of Fine Arts, Boston, e no Williams College Museum of Art, em Williamstown, Massachusetts.